# 青森市立北小学校
青森市立北小学校（あおもりしりつ きたしょうがっこう）は青森県青森市大字清水字浜元にある公立小学校。

## 概要
- 本校は青森市北部にある奥内・後潟・西田沢の3小学校の児童数減少による学校再編で開校した。なお、校舎は新築せず、奥内小学校の校舎を継続使用する[1]。

## 沿革
- 2020年（令和2年）
  - 4月1日 - 開校。
  - 4月7日 - 第1回入学式挙行。最初の新入生は25名[2]。なお、当初は入学式の前の10時から開校式を挙行する予定だったが、青森市内で新型コロナウイルスの感染者が出た事から、開校式は中止となった[3]。
- 2021年（令和3年）
  - 1月15日 - 前年4月に開催予定だった開校記念式典が9ヶ月遅れで開催[4]。
  - 3月23日 - 第1回卒業式挙行[5]。
  - 4月1日 - 青森市立北中学校と共に小中一貫校に指定される[6][7]。

## 児童数
2022年（令和4年）4月1日時点
| 学年 | 1年 | 2年 | 3年 | 4年 | 5年 | 6年 | 特別支援 | 合計 |
| ---- | --- | --- | --- | --- | --- | --- | -------- | ---- |
| 学級 | 1   | 1   | 1   | 1   | 1   | 1   | 2        | 8    |
| 児童 | 11  | 14  | 23  | 12  | 20  | 18  | 3        | 101  |

## 学区
出典
- 瀬戸子、飛鳥、西田沢（字浜田の一部、字沖津、字山辺）、奥内、前田、清水、内真部、後潟、四戸橋、六枚橋、小橋、左堰

## 進学先
出典
- 青森市立北中学校

## アクセス
- 青森市営バス「北小学校前」停留所下車後、
  - 青森駅前・東部営業所・しあわせプラザ方面行のりばから学校正門まで、すぐそば。
  - 後潟行のりばから、学校正門まで、国道280号線をまたぐ横断歩道経由で、約110m・1〜2分。
- JR東日本津軽線奥内駅から、徒歩約310m・約5分。